# 科爾達省

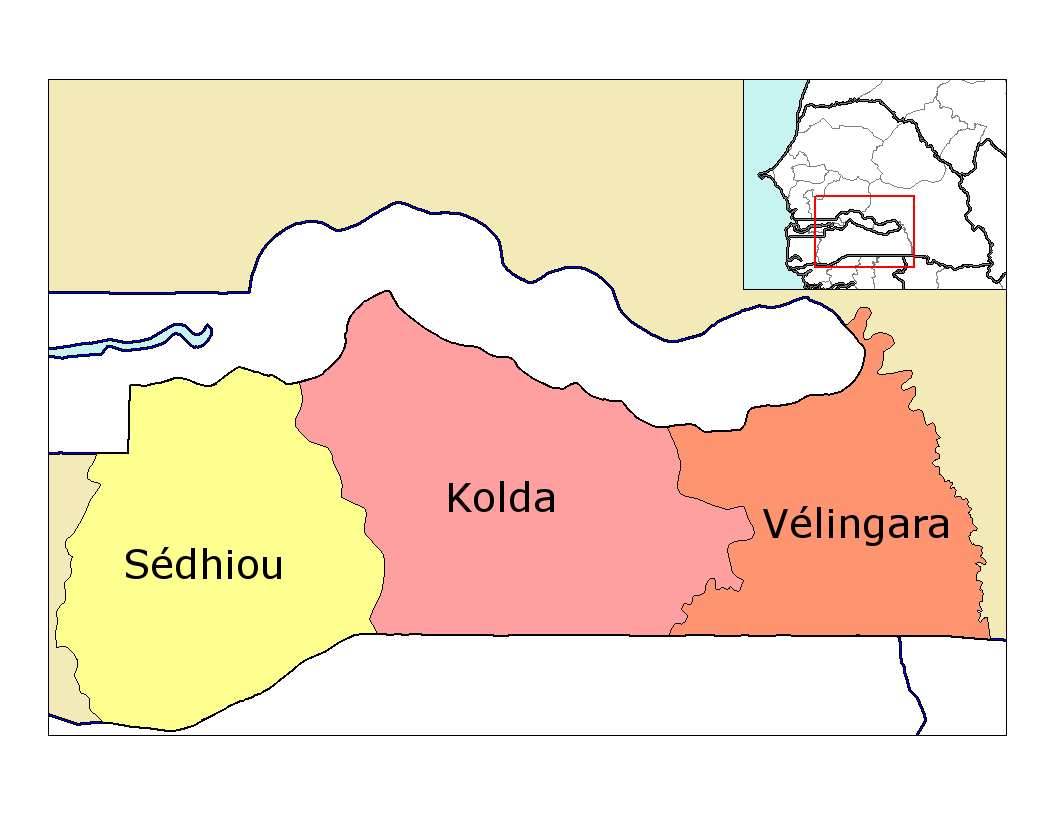

12°52′59″N 14°57′00″W / 12.883°N 14.950°W
科爾達省（法語：Département de Kolda），是塞內加爾的省份，位於該國南部，由科爾達區負責管轄，首府設於科爾達，北面是約羅富拉城省，面積8,284平方公里，2013年人口245,990，人口密度每平方公里30人。